# ブキャナン郡 (バージニア州)
ブキャナン郡（英: Buchanan County）は、アメリカ合衆国バージニア州の南西部に位置する郡である。2010年国勢調査での人口は24,098人であり、2000年の26,978人から10.7%減少した。郡庁所在地はグランディ町（人口1,021人）であり、同郡で唯一の法人化町でもある。2009年時点で、世帯当たり収入の中央値では州内最貧の郡であり、国内でも貧しい方から100傑に入っていた。

## 歴史
ブキャナン郡は1858年にラッセル郡とテイズウェル郡の一部を合わせて設立された。郡名は第15代アメリカ合衆国大統領ジェームズ・ブキャナンに因んで名付けられた。1880年、郡南西部とラッセル郡、ワイズ郡の一部を合わせて、ディケンソン郡が設立された。
ヘレン・ティモンズ・ヘンダーソン（1877年-1925年）が、カウンシルでブキャナン・ミッションスクールの仕事への参加を促した。ヘンダーソンとノーフォークのサラ・リー・フェイン（1888年-1962年）が、バージニア州議会議員に選出された最初の女性となった。二人とも下院の民主党員だった。ヘレンが議員だった時に、ラッセッル郡からビッグ"A"山を越えてカウンシルまで6.2マイル (10 km) の道路を改良することを議会が承認した。州道80号線はヘレン・ヘンダーソン・ハイウェイと呼ばれている。1876年、グランディがブキャナン郡の郡庁所在地に選ばれ、テネシー州出身のアメリカ合衆国上院議員フェリックス・グランディに因んで名付けられた。

## 地理
アメリカ合衆国国勢調査局に拠れば、郡域全面積は504平方マイル (1,305.4 km2)であり、全て陸地である。郡内にポプラギャップ公園がある。

### 地区
ブキャナン郡は7つの監督地区に分割されている。ガーデン、ハリケーン、ノックス、ノースグランディ、プレーター、ロックリック、サウスグランディの各地区である。

### 主要高規格道路
- アメリカ国道460号線
- バージニア州道80号線
- バージニア州道83号線

## 隣接する郡
- ミンゴ郡 (ウェストバージニア州) - 北北東
- マクドウェル郡 (ウェストバージニア州) - 東
- テイズウェル郡 - 南東
- ラッセル郡 - 南
- ディケンソン郡 - 南西
- パイク郡 (ケンタッキー州) - 北西

## 人口動態
以下は2000年国勢調査による人口統計データである。
| 基礎データ - 人口: 26,978人 - 世帯数: 10,464 世帯 - 家族数: 7,900 家族 - 人口密度: 21人/km2（54人/mi2） - 住居数: 11,887軒 - 住居密度: 9軒/km2（24軒/mi2） 人種別人口構成 - 白人: 96.75% - アフリカン・アメリカン: 2.62% - ネイティブ・アメリカン: 0.06% - アジア人: 0.14% - その他の人種: 0.10% - 混血: 0.33% - ヒスパニック・ラテン系: 0.47% 年齢別人口構成 - 18歳未満: 21.4% - 18-24歳: 8.5% - 25-44歳: 31.2% - 45-64歳: 27.5% - 65歳以上: 11.5% - 年齢の中央値: 39歳 - 性比（女性100人あたり男性の人口） - 総人口: 102.9 - 18歳以上: 102.3 | 世帯と家族（対世帯数） - 18歳未満の子供がいる: 30.6% - 結婚・同居している夫婦: 60.9% - 未婚・離婚・死別女性が世帯主: 10.6% - 非家族世帯: 24.5% - 単身世帯: 22.5% - 65歳以上の老人1人暮らし: 9.4% - 平均構成人数 - 世帯: 2.46人 - 家族: 2.87人 収入と家計 - 収入の中央値 - 世帯: 22,213米ドル - 家族: 27,328米ドル - 性別 - 男性: 29,540米ドル - 女性: 17,766米ドル - 人口1人あたり収入: 12,788米ドル - 貧困線以下 - 対人口: 23.2% - 対家族数: 19.8% - 18歳未満: 30.2% - 65歳以上: 16.9% |

## 町
- グランディ - 郡庁所在地

### 未編入の町
| - ビッグロック - カウンシル - ダベンポート - ハーマン - ハーマンジャンクション | - ハーレイ - キーンマウンテン - メイビスデール - マクシー - オークウッド | - プレーター - ショートギャップ - ステイシー - バンサント - ロイヤルシティ - ホワイトウッド |

## 教育

### 高等教育機関
- アパラチアン法学校、グランディ
- アパラチアン薬科カレッジ、オークウッド

### 私立学校
- マウンテン・ミッションスクール、グランディ
- キーン・マウンテン・クリスチャン・アカデミー、オークウッド

### 公立高校
郡内の公立学校は全てブキャナン郡公立教育学区が運営している。
- グランディシニア高校、グランディ
- ツインバレー高校、ピルグリムスノブ
- カウンシル高校、カウンシル
- ハーレイ高校、ハーレイ

### 初等中等教育
- ツインバレー小中学校
- カウンシル小学校
- リバービュー小中学校
- J・M・ベビンス小学校
- ラッセル・プレーター小学校
- ハーレイ小学校
- ハーレイ中学校